# أنطوان كون
أنطوان كون (بالفرنسية: Antoine Kohn)‏ هو لاعب كرة قدم ومدرب كرة قدم لوكسمبورغي، ولد في 1 نوفمبر 1933 في لوكسمبورغ في لوكسمبورغ، وتوفي في 24 نوفمبر 2012. شارك مع منتخب لوكسمبورغ لكرة القدم. أما مع النوادي، فقد لعب مع تفينتي أنشخيدة وجينيس إيسش وفورتونا سيتارد ونادي بازل ونادي كارلسروه.

## وصلات خارجية
- أنطوان كون على موقع قاعدة بيانات كرة القدم.إي يو (الإنجليزية)
- أنطوان كون على موقع ناشيونال فوتبول تيمز (الإنجليزية)
- أنطوان كون على موقع عالم كرة القدم.نت (الإنجليزية)